# Buddy Holly
Charles Hardin Holley, más conocido como Buddy Holly (Lubbock, Texas, 7 de septiembre de 1936-Clear Lake, Iowa, 3 de febrero de 1959), fue un cantante, compositor y guitarrista estadounidense de mediados de la década de los 50's, considerado hoy en día como uno de los pioneros del Rock and Roll. Holly fue descrito por el crítico Bruce Eder como: «La fuerza creativa más influyente del rock and roll primigenio».
Si bien durante su corta trayectoria, Buddy Holly sólo alcanzó a publicar tres álbumes de estudio, su innovación y sobresaliente obra musical sirvieron de inspiración e influencia a muchos músicos y bandas posteriores como: The Beatles, The Hollies, The Beach Boys, The Rolling Stones, Cliff Richard, Bruce Springsteen, Jeff Beck, Eric Clapton, Fiona Apple, Lou Reed, Elton John, Don McLean, Bob Dylan, Brian May y Freddie Mercury, entre otros, además de ejercer una profunda y vasta influencia en la música popular.
Buddy Holly murió en febrero de 1959 a los 22 años en el accidente aéreo conocido como "El día que murió la música", debido a que en el mismo murieron también los músicos Ritchie Valens (famoso por su interpretación de "La bamba") y J. P. Richardson, "The Big Bopper".
Fue uno de los primeros artistas que ingresaron en el Salón de la Fama del Rock and Roll en 1986, después de Chuck Berry, Elvis Presley, James Brown, Ray Charles, Sam Cooke, Fats Domino y The Everly Brothers. En el 2004 la revista Rolling Stone situó al músico en el puesto n.º 13 en su lista The 100 Greatest Artists of All Time.

## Biografía
Charles Hardin Holley nació el 7 de septiembre de 1936 en Lubbock, Texas, Estados Unidos. Fue uno de los cuatro hijos del matrimonio de Lawrence y Ella. La familia Holley se había mudado hacia Lubbock para conseguir trabajo en la industria algodonera. El padre de la familia tuvo varios trabajos, carpintero, cocinero y sastre. A principios de la década de 1950 fundó una pequeña empresa constructora con capital ahorrado. En esa empresa familiar trabajaron sus cuatro hijos. La familia Holley tenía una gran devoción por interpretar y escuchar música, sobre todo por géneros como el blues, folk y country.
El pequeño Charles aprendió a muy temprana edad a tocar violín, banjo, mandolina, piano y guitarra. Su habilidad vocal se desarrolló gracias a una competencia de canto, todo esto ocurría cuando solo tenía cinco años. Precisamente a esa edad, pisó por primera vez un escenario, cantando junto a sus hermanos Larry y Travis (de dieciséis y catorce años respectivamente) la canción "Down the River of Memories". En este concurso los hermanos ganaron cinco dólares. Su familia siempre lo llamaba Buddy, y de allí surgió su nombre artístico.
Cuando Holly ingresó al instituto educativo J.T. Hutchinson Junior High School, entabló amistad con Bob Montgomery, con quien tenía en común géneros como country y blues. Se desvelaron por varias noches para escuchar emisoras que trasmitían canciones de los géneros que les gustaba. En 1953 Holly y Montgomery comenzaron a tocar en las fiestas de los institutos.

### Sus primeras grabaciones
El primer registro conocido de Holly, se produjo en 1949 y fue una versión de la canción "My Two Timin' Woman" en un grabador de alambre, prestado por un amigo que trabajaba en una tienda de música.
Tres años más tarde, Holly junto a Bob Montgomery registraron las canciones "I'll Just Pretend" y "Take These Shackles from my Heart", otra vez en la misma casa y en un grabador de alambre, pero esta vez con Montgomery en la mandolina. Más tarde estas grabaciones se pasaron a discos de acetato. La primera grabación de Holly, sumada a estas dos y otros registros más, se pueden escuchar en el primer CD del box set Not Fade Away: The Complete Studio Recordings and More.

### Tocando para la KDAV de Lubbock
Empezó a tocar junto a Jack Neal en septiembre de 1953, en la radio KDAV en Lubbock, ciudad natal de Holly. El disc jockey Hipockets Duncan ofrecía a los músicos locales tocar para la radio en vivo. Así durante The Sunday Party el dúo Buddy y Jack interpretaron sus grabaciones "I Saw the Moon Cry Last Night" y "I Heard the Lord Callin' Forma Me"; más tarde estas grabaciones se registraron en discos de acetato en noviembre de 1953. En aquellas grabaciones Neal canta y toca la guitarra y Holly toca la guitarra rítmica. Duncan les sugirió que buscasen un bajista; en dicha búsqueda contactaron a Larry Welborn. Al poco tiempo, en 1954 Jack Neal se casa y es reemplazado por Bob Montgomery, formándose así el dúo de Buddy y Bob. Durante los años subsecuentes Buddy estuvo en distintas bandas, además de llevar a cabo conciertos para escuelas, fiestas de adolescentes, eventos de la iglesia, y transmisiones en vivo para publicidades de la KDAV.

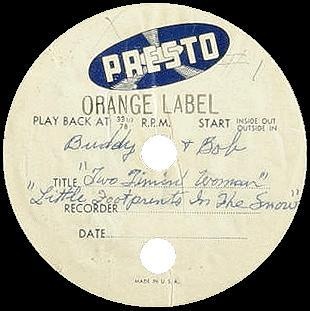
Etiqueta del disco de acetato con las canciones "My Two Timin' Woman" y "Little Footprints in the Snow".

En algún momento de 1954 Buddy Holly, Bob Montgomery y Larry Trio visitaron el estudio Nesman Recording Studios en Wichita Falls. Entre 1954 y 1955 volvieron a grabar, pero esta vez la formación estuvo integrada por: Holly, Montgomery, Trio, Jerry Allison, Don Guess y Sonny Curtis. Realizaron cinco sesiones en ese mismo estudio de Wichita Falls para grabar las canciones "I Gambled my Heart", "Flower of my Heart", "Soft Place in my Heart", "Door to my Heart" y "Gotta Get You Near Me Blues". El 7 de junio de 1955, volvió al estudio, pero solamente con Montgomery y Trio, grabaron "You and I Are Through" (posiblemente haya sido registrada con la intención de incluirla en el lado B de algún sencillo), y "Down the Line", esta última canción fue la primera composición entre Norman Petty, Holly y Montgomery. En julio grabaron "Baby Let's Play House", también registraron una nueva versión de "Down the Line". Luego volvieron al estudio para grabar las canciones de Curtis, "I Gambled My Heart", "I'll Miss My Heart", "This Bottle" y "Queen of the Ballroom", una canción de Don Guess. Las últimas dos canciones permanecen inéditas. Recién en 2008 "Queen of the Ballroom" apareció en Not Fade Away: The Complete Studio Recordings and More.
En un principio el interés de Holly y Montgomery se dirigió hacia la música country, pero este interés cambió cuando vieron por primera vez a Elvis Presley en su ciudad en 1955. Cuando terminó el show, Holly se dirigió directo al camerino de Presley y se hizo amigo de él. Gracias a esta amistad, Presley invitó al dúo para que fuesen sus músicos teloneros. Y así Buddy Holly y Bob Montgomery telonearon a Presley el 13 de febrero en el Fair Park Coliseum en Lubbock. Actuaron en un espectáculo en el mismo sitio el 14 de octubre, Holly tocó con Bob Montgomery y Larry Welborn para Bill Haley y Jimmy Snow. El 15 de octubre volvieron a tocar para Presley, en esta oportunidad en el Fair Park Coliseum. Holly, Montgomery y Welborn fueron las cabezas de cartel para Marty Robbins en la Fair Park Coliseum. Más tarde también habían tocado para Carl Perkins y Johnny Cash.

### Grabaciones con Decca
Como el trío Buddy Holly, Bob Montgomery y Larry Trio realizaban espectáculos en toda la zona de Lubbock, Nashville, un cazatalentos de Decca Records llamado Eddie Crandall concurrió a uno de los conciertos y le llamó la atención lo que escuchó. Pidió al grupo que le enviase unos demos. Ellos rápidamente grabaron en algún momento de la última mitad de 1955, en los estudios de Nesman en Wichita Falls, unos acetatos con las canciones "Baby Won't You Come out Tonight" (conocido como "Moonlight Baby"), "Don't come Back Knockin'", "I Guess I was Just a Fool" y "Love Me". En la sesión estuvieron Holly, Don Guess y Jerry Allison. Los muchachos presentaron sus canciones a Decca; los ejecutivos de la empresa quedaron sorprendidos y pidieron firmales un contrato. El sello estaba buscando un rival para Presley.
Sin embargo, esta formación se rompió porque Larry Trio estaba terminando la escuela. En busca de un reemplazo, Holly se contactó con el contrabajista Joe B. Mauldin. Holly compró su Fender Stratocaster por aproximadamente 600 dólares. Pero Nashville quería que sus músicos de sesión tomaran parte en las grabaciones, y pidió a Holly que no tocara su guitarra. De esta forma, Grady Martin tocó la guitarra rítmica, Sonny la guitarra líder, Don Guess el bajo y Doug Kirkham la batería. Con esta formación registraron las canciones "Love Me", "Don't Come Back Knockin'", "Blue Days, Black Nights" y "Midnight Shift", entre las 7 y 10 de la mañana, en la sesión de grabación del 26 de enero de 1956, bajo la producción de Owen Bradley. La sesión se produjo en un tenso ambiente, ya que el grupo no tenía libertad total en el estudio. Los muchachos no se encontraron satisfechos con el producto final; sin embargo, editaron "Blue Days, Black Nights". El primer sencillo fue lanzado el 16 de abril de 1956, y se estipula que en unos meses alcanzó a vender 19 000 copias. Cuando firmó el contrato en febrero de 1956, por accidente su apellido fue escrito sin la e, como resultado quedó "Buddy Holly", nombre que el músico decidió adoptar para fines artísticos.
El 22 de julio de 1956 grabaron las canciones: "Rock Around with Ollie Vee", "Changing all Those Changes", "Girl on my Mind", "Ting-A-Ling" y una versión de "That'll Be The Day". Owen Bradley consideró que "That'll Be The Day" era la peor canción que había escuchado y como consecuencia, ninguna de las canciones de aquella sesión fueron publicadas. Decidieron probar con un último y tercer intento, volviendo el 15 de noviembre de 1956 para registrar "Rock Around with Ollie Vee", "Modern Don Juan" y "You Are My One Desire". Unos noventa días antes de estas últimas grabaciones, Holly, Sonny y Don viajaron 90 millas al oeste de Lubbock para ver a Norman Petty, en Clovis, Nuevo México. Además de la libertad que implicaría grabar con él, también era convenientemente económico: Petty cobraba por canción y no por hora grabada. El 22 de enero de 1957 Decca envió una carta a Holly, en la cual le comunicó que su contrato expiraría el 26 de enero del año cursante, y que el sello no tenía deseos de renovárselo. Holly firmó un acuerdo el 16 de mayo de 1957 con Bob Thiele, para la venta de las grabaciones maestras de las canciones "Words of Love" y "Mailman Bring me no More Blues" al sello Coral. Holly firmó diferentes contratos con dos casas disqueras: en uno editaría sus trabajos con el nombre de The Crickets mediante el sello Brunswick, y en el segundo, los registros se emitirían por el nombre de Buddy Holly con el sello Coral.
Regresó a Lubbock, su ciudad de origen, en donde Holly formó un nuevo grupo llamado The Crickets, junto con sus amigos Jerry Allison en batería, Joe Malduin en contrabajo y Nikki Sullivan en guitarra rítmica. La canción en proyecto "That'll Be The Day", estaba inspirada en una frase que el personaje interpretado por John Wayne repite insistentemente en la película Centauros del desierto.

### Las grabaciones en el estudio de Norman Petty
Desde el 24 de febrero de 1956 hasta el 10 de septiembre de 1958, Buddy Holly y The Crickets grabaron algunas de sus canciones más populares, en el estudio de Clovis, Nuevo México.
Desde febrero a abril de 1956 registraron "Baby Won't You Come Out Tonight", "I Guess I Was Just A Fool", "It's Not My Fault", "I'm Gonna Set My Foot Down", "Changin' All Those Changes", Rock-A-Bye Rock" y "Because I Love You", de diciembre a febrero "Brown Eyed Handsome Man" y "Bo Diddley".
Los días 24 y 25 de febrero de 1957 se grabó el éxito "That'll Be The Day" junto al lado B de ese sencillo "I'm Lookin' For Someone To Love", la sesión contó con Holly en voz y guitarra líder, Larry Welborn en el bajo, Allison en la batería y Niki Sullivan, Gary Tollett y Ramona Tollett en los coros.
El 25 de mayo de 1957 se grabaron dos canciones destacables, "Not Fade Away" y "Everyday", en las cuales se connota el avance musical de Holly, la instrumentación incluyó el uso de una caja de cartón y golpes en la rodilla como percusión, además de una celesta, un instrumento inusual en el mundo del rock.
Meses más tarde, del 29 de junio al 1 de julio se grabaron los temas "Peggy Sue", "Oh Boy!" y "Listen To Me". Mientras que el 8 de abril de 1958 grabaron "Words of Love", una de sus canciones más populares.

### El sencillo número uno y el éxito

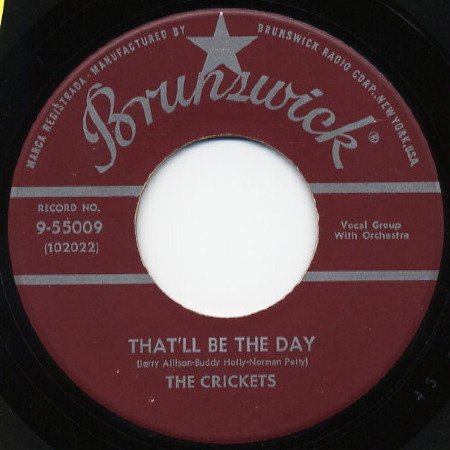
"That'll Be The Day" único sencillo número uno en Estados Unidos y Reino Unido.

Después de las malas ventas de los sencillos "Blue Days, Black Nights" y "Modern Don Juan", el 27 de mayo de 1957 Brunswick Records (sello subsidiario de Decca) lanzó el sencillo "That'll Be The Day", en donde se acreditó a The Crickets para que Holly no tuviese problemas por el contrato preexistente con Decca. Sin embargo, este episodio le traería problemas legales. En ese momento se incorporó en la banda Joe Moulding para tocar el contrabajo en reemplazo de Larry Welborn. El sencillo fue muy exitoso, llegó al número uno tanto en Estados Unidos como en Reino Unido, ganando fama en ese país, además en Cashbox llegó al puesto número tres, y se mantuvo por veinte semanas.
Unos meses más tarde, el grupo fue a tocar esta canción junto con "Peggy Sue" en el popular The Ed Sullivan Show, el 1 de diciembre de ese mismo año. Gracias a los contactos de Petty, Coral Records (empresa filial de Decca), contrató a Buddy Holly & The Crickets. La canción "That'll Be The Day" propulsó definitivamente a Holly y a su banda al éxito.
En una oportunidad, durante una gira por el Reino Unido, Buddy Holly dijo:

Sí Elvis no hubiera existido, ninguno de nosotros habría tenido éxito.
Buddy Holly.

Más tarde se publicaron los sencillos "Peggy Sue"/"Everyday" y "Oh Boy!"/"Not Fade Away", los sencillos tuvieron su éxito, al llegar a los puestos 3 y 10 respectivamente, pero en el Reino Unido "Oh Boy!" tuvo una mejor recepción, al arribar al puesto número 3. Buddy Holly logró acortar la división racial que había en el rock and roll, mientras Elvis hacía que la música negra fuera más aceptable para el público blanco, Holly llamaba la atención del público negro, llegó a persuadir a una audiencia negra cuando él junto a The Crickets tocaron en el Teatro Apollo de Nueva York, del 16 al 22 de agosto de 1956.
La banda se embarcó en numerosas giras durante las cuales, gracias a su simpatía, a su extrovertido carácter tejano y también gracias a los nuevos sencillos "Words of Love", "Maybe Baby", "Not Fade Away", "Peggy Sue", "Everyday", "Rave on", "It's So Easy" y "Oh Boy!", trabaron amistad con muchos de sus colegas más significativos, como Chuck Berry con quién solía jugar a las cartas, Little Richard que apreciaba la sensibilidad y genio del joven tejano, Eddie Cochran al que Buddy admiraba por su talento como guitarrista. Pero de todas las estrellas con las que tuvo amistad, The Everly Brothers fueron quienes se transformaron en sus mejores amigos.

### Carrera en solitario
La casa discográfica Coral Records publicó el primer álbum en solitario del artista en el otoño de 1958, además de ser el segundo de su carrera, llamado Buddy Holly, también había sido publicado otro álbum junto con The Crickets, The "Chirping" Crickets, ya que Buddy había firmado con The Crickets y como solista también. En agosto de ese mismo año, Buddy se casó con la puertorriqueña María Elena Santiago, poco a poco se fue distanciando de sus compañeros y de Norman Petty. A finales de año se separó definitivamente de The Crickets. Se mudó a Nueva York, en donde le preguntó a Dick Jacobs si podía escribir música para cantarla junto a la orquesta, a lo que Jacobs respondió positivamente. Rápidamente Holly escribió música y junto a la orquesta, grabaron en el Pythian Temple Studio los temas "True Love Ways", "Moondreams", "Raining in my Heart" y "It Doesn't Matter Anymore", esta última la grabó en una sola toma. En la sesión se encontraban Peggy Sue y Paul Anka. Se editó el sencillo "It Doesn't Matter Anymore"/"Raining in my Heart", el cual proveyó de un nuevo número uno en el Reino Unido.

### Muerte

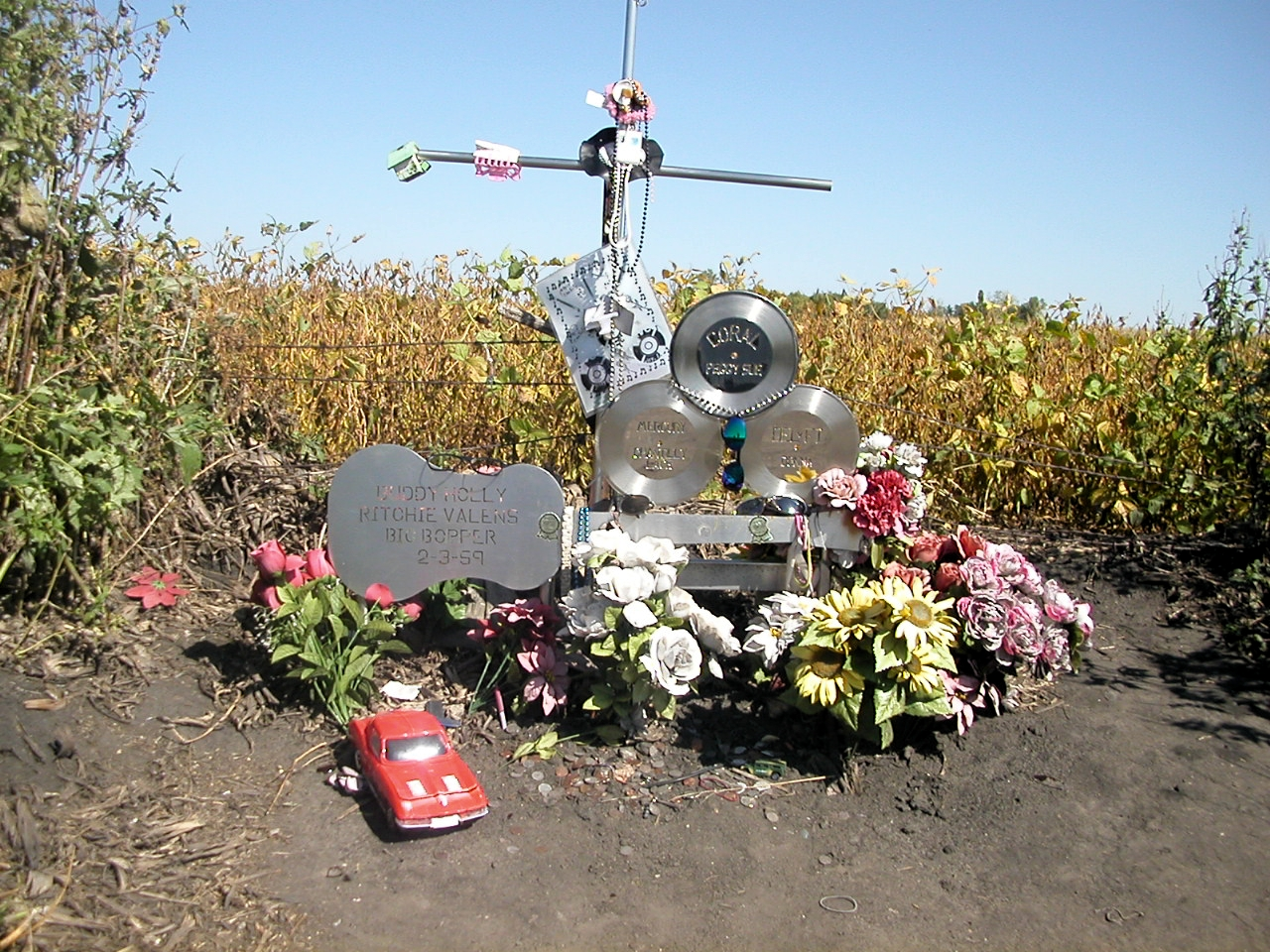
Flores en recuerdo de Buddy Holly.

Para finales de 1958 Buddy Holly se encontraba con problemas económicos, y ya separado de The Crickets, decidió unirse a la gira Winter Dance Party, que consistía en una serie de conciertos alrededor de veinticuatro ciudades, durante sólo tres semanas, junto a Ritchie Valens, Dion and the Belmonts y The Big Bopper. Los músicos se encontraban acompañados por el grupo Waylon Jennings, el guitarrista Tommy Allsup y Carl Bunch en la batería.
Tras actuar en Clear Lake, Iowa, Holly, con cansancio acumulado, decidió alquilar una avioneta ya que la calefacción del autobús se había roto y hacía mucho frío ese día (unos -30 °C), y además para tener más tiempo para dormir. La avioneta era pilotada por el joven e inexperto piloto Roger Peterson. Su avión tenía la capacidad para tres pasajeros (cuatro contando el piloto), que tenían que pagar 36 dólares para el viaje. Una vez finalizado el concierto, la avioneta despegó de Clear Lake. A la una de la madrugada, dos horas y media más tarde, se denunció la desaparición del avión. En ese avión, Holly estaba acompañado por Ritchie Valens y The Big Bopper. En esa misma mañana del 3 de febrero de 1959, se encontró en un campo de maíz un avión totalmente destrozado, y alrededor de ese avión se encontraron los tres cuerpos de los músicos, que habían salido despedidos por la gran colisión del avión contra el suelo del campo, muriendo instantáneamente. En la cabina se encontró el cadáver del piloto, quien no había sido despedido por el avión.

## Repercusión de su fallecimiento

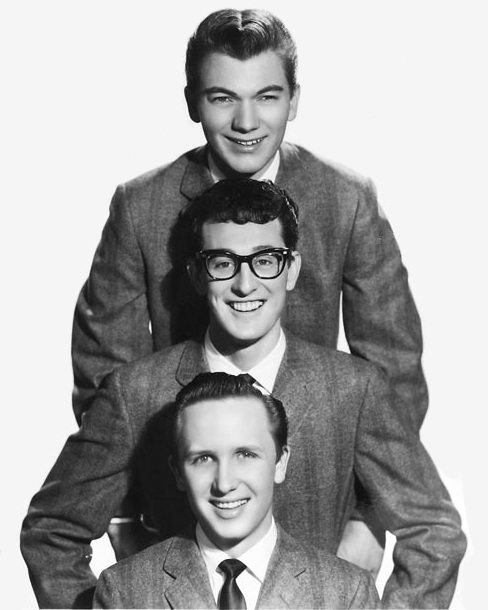
Buddy Holly junto con sus compañeros de The Crickets en un cartel publicitario de Coral Records.

La muerte de Holly, Ritchie Valens y Big Bopper -tragedia conocida como El día que murió la música- causó un gran impacto en su época. Las dramáticas fotografías del accidente dieron la vuelta al mundo, Elvis Presley envió un telegrama de condolencia desde Alemania, a su entierro acudieron numerosos artistas y disc jockeys del momento. Su féretro fue llevado por sus antiguos compañeros de The Crickets y por Phil y Don Everly. Eddie Cochran grabó una versión de la canción "Three stars" en honor de sus camaradas muertos. La prematura muerte significó el primer gran golpe que recibió el rock and roll.

## Características

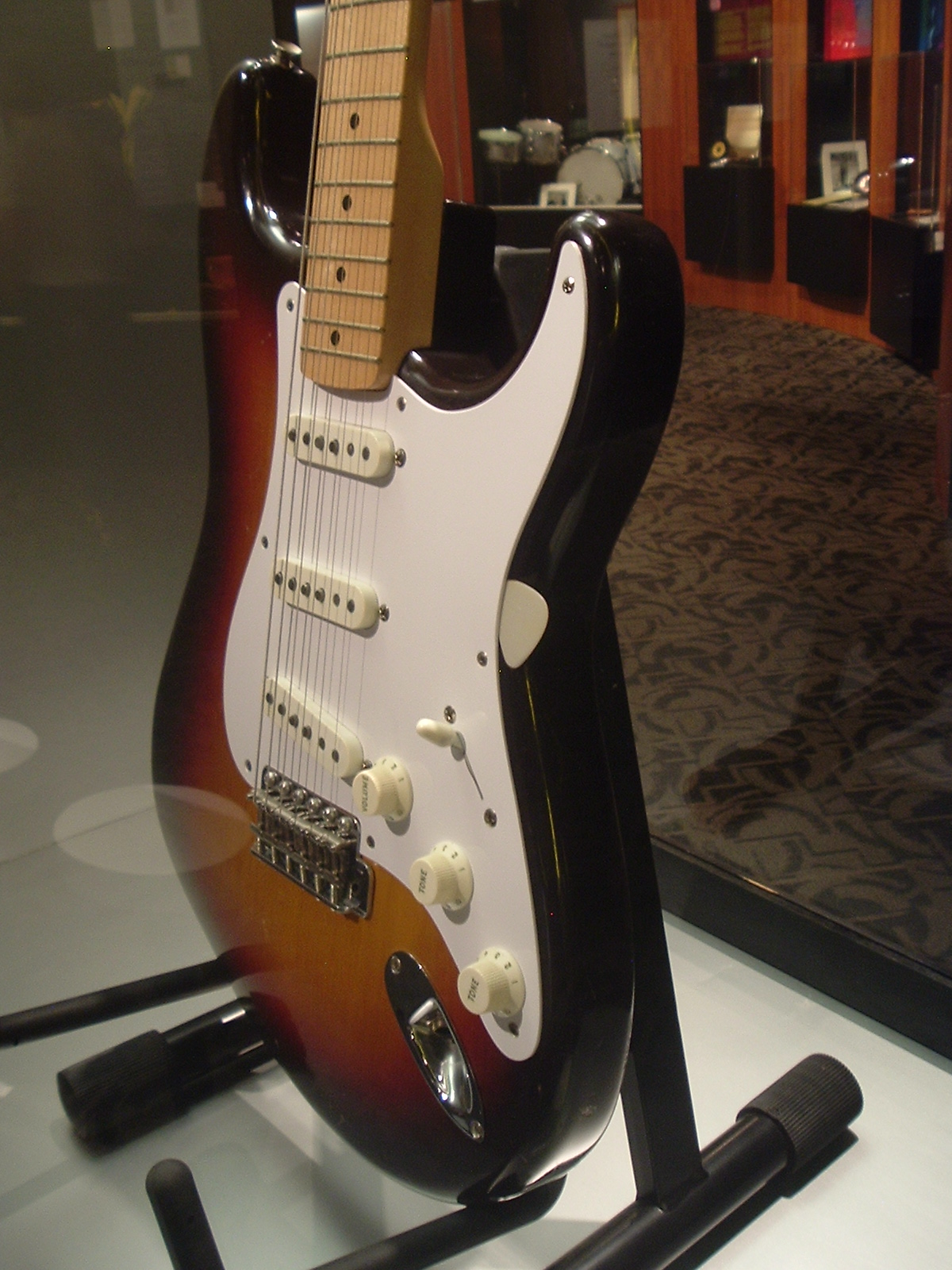
La icónica Fender Stratocaster que usó Buddy Holly.

La música de Buddy Holly fue muy innovadora en su momento. Abandonó el rockabilly, que había sido su influencia primaria, y enriqueció notablemente el lenguaje de la música popular de su tiempo. Utilizó instrumentos poco usuales en el rock & roll, como la celesta (en el tema "Everyday"), o las percusiones latinas. Fue un guitarrista influyente, tanto con la guitarra solista como con la rítmica, especialmente en canciones como "Peggy Sue" y "Not Fade Away". Aunque la mayoría de sus canciones reproducen los esquemas habituales de aquellos años, escribió también letras más sofisticadas. Muchas de sus canciones tienen melodías y armonías bastante más complejas que lo que se había hecho hasta el momento.
Las actuaciones en vivo de Buddy Holly & The Crickets, generaban un sonido emocionante y envolvente, Allison fue un baterista con mucha inventiva y contribuyó a la composición de canciones con sus colegas, mientras que Joe B. Mauldin y Niki Sullivan siempre daban ritmos muy sólidos, con igual entusiasmo que en las grabaciones.
Durante el periodo de 1957 a 1958 Buddy Holly y The Crickets encadenaron una sucesión de sencillos que más tarde serían históricos, los cuales lo convirtieron en unos de los artistas más populares de su tiempo: "Peggy Sue", "Oh Boy!", "Not Fade Away", "Everyday", "Rave On", "Maybe Baby" y "It's So Easy", son algunos de los más de veinte sencillos que colocaron en el top 100 a ambos lados del Océano Atlántico, y algunos más exitosos en Reino Unido que en Estados Unidos.
Entre sus rivales, Bill Haley fue quién estableció el rock & roll, Elvis Presley agregó la sexualidad y Chuck Berry fue quién trajo las raíces del blues junto con algunos de los puntos más finos de su sexualidad. En una carrera tan corta que duró desde la primavera de 1957 hasta el invierno de 1959 (menos tiempo del que estuvo Elvis en el ejército), Buddy Holly se convirtió en la fuerza creativa más influyente del rock & roll.

## Influencia
Buddy Holly fue una de las primeras grandes estrellas pop de aquella época. Fue el primer artista de su época que, sin renunciar a su patrimonio cultural como el country y generacional rock and roll, marcó un estilo en el que primaban la melodía y los arreglos sobre el ritmo. Aquel esquema clásico, metódicamente repetido por millones de bandas de rock de todo el mundo desde entonces, el cual consta de dos guitarras, bajo y batería, fue establecido y popularizado por The Crickets. Además, fue un precursor en el campo de la fusión de las orquestas con los instrumentos amplificados, y en la introducción en el rock de sonidos poco habituales.
Buddy Holly y la banda experimentaron con sus canciones, utilizando trucos de volumen y otras técnicas desconocidas hasta el momento, de modo que el lanzamiento de "Peggy Sue", aprovechara la clase de cambios del volumen y el timbre en la guitarra que por lo general era utilizada para grabaciones instrumentales; asimismo "Words of Love" era uno de los ejemplos acertados más tempranos de voz doble-rastreada en el rock and roll, que The Beatles, en particular, lo utilizarían en la década de 1960.
Buddy Holly tuvo una gran influencia sobre los grupos británicos que comenzaron su carrera a comienzos de los años 60. De él tomaron su nombre The Beatles, ya que Beatles significa en inglés algo así como "escarabajos", una referencia/homenaje a "The Crickets", que en inglés significa grillos. Se sabe que John Lennon tenía influencias del músico tejano. También se sabe que George Harrison aprendió a tocar la guitarra con su madre y los discos de The Crickets, y de hecho ellos grabaron su propia versión de "Words of Love", la cual se encuentra en su álbum Beatles for Sale, como también The Rolling Stones que grabaron su versión de "Not Fade Away", esta la utilizaron en varios conciertos como canción de apertura del show. También el otro beatle, Paul McCartney es fan de Buddy y además propietario de los derechos del catálogo entero de sus canciones y entre 1978 y 1986 organizó anualmente "The Buddy Holly week" y produjo y narró el documental "The real Buddy Holly story" en 1982. En realidad se puede afirmar con rotundidad que, en mayor o menor grado, desde los The Kinks hasta los The Who pasando por The Animals, la sombra de Buddy Holly planeaba sobre cualquier grupo inglés del periodo 1963-1966.
El trágico accidente aéreo en que Holly perdió la vida inspiró a Don McLean para escribir, en 1971, su popular canción "American Pie", en que se refiere al día del accidente como "El día que murió la música" (en inglés: The Day That Music Died).
A principios de la década de 1970, apareció un curioso grupo llamado The Modern Lovers; su cantante, Jonathan Ritchman, un singular tipo que destilaba inocencia y sencillez por doquier, se reveló como uno de sus más fervorosos seguidores. Para finales de esta década, la música de Holly fue un modelo invocado por grandes nombres de la new wave, como Elvis Costello, en el Reino Unido, y Marshall Crenshaw, en Estados Unidos (quien interpretó a Holly en la película La Bamba, de 1987), quienes, al igual que los gemelos Craig de The Proclaimers, incluso han imitado su imagen personal.

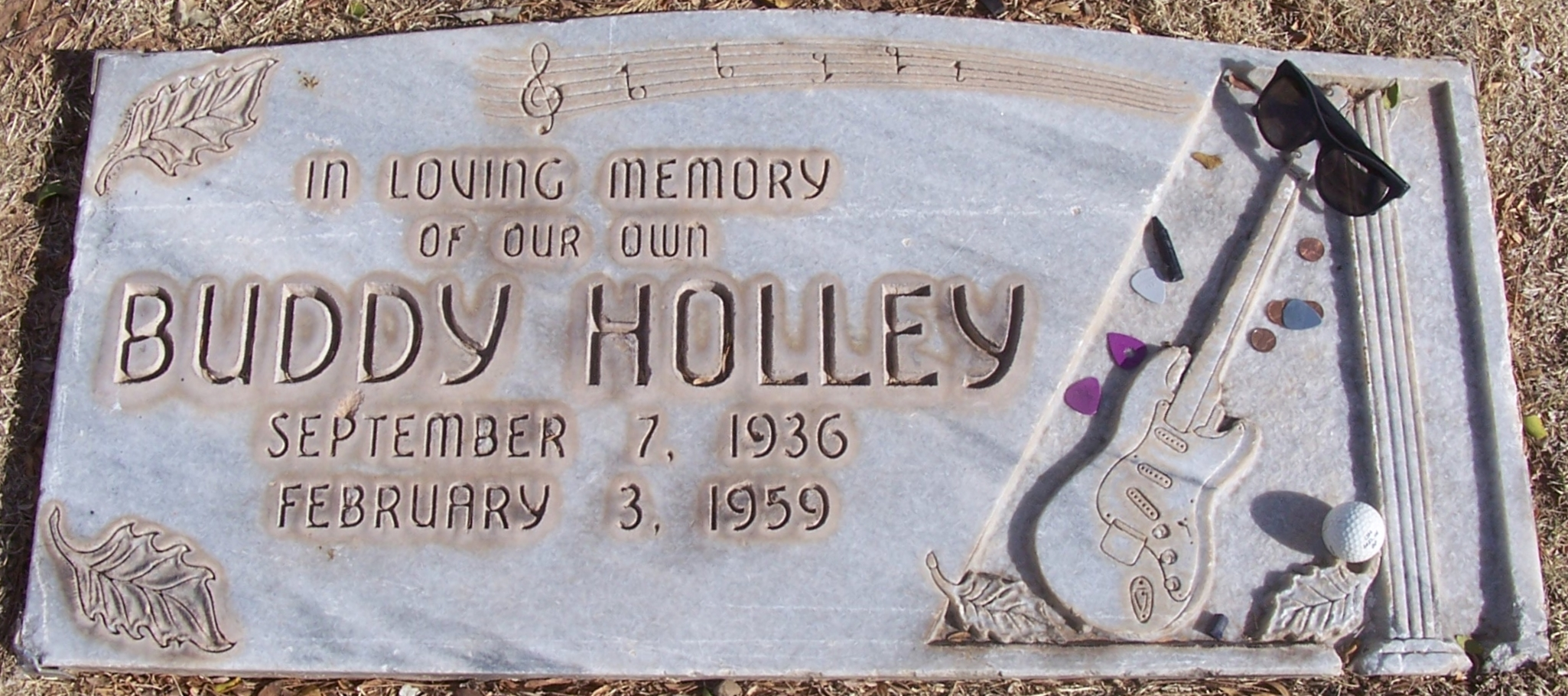
La lápida de Buddy Holly, con su clásica guitarra tallada en ella.

El primer sencillo del grupo Rush de 1973, fue la canción "Not Fade Away", segundo tema de su primer álbum.
Varios historiadores de rock and roll han afirmado que el grupo de The Hollies, se puso ese nombre en honor a Buddy Holly, más que nada a su apellido, Holley.
Incluso también en el punk, Buddy Holly tuvo su influencia, y esta es bien notoria en muchos temas de The Clash, su líder Joe Strummer siempre se declaró incondicional de su trabajo.
En 1978 Blondie grabó una canción de Buddy Holly llamada "I'm Gonna Love You Too", el cual se editó como sencillo.
En 1994, el grupo estadounidense Weezer le dedicó a Buddy una canción incluida en su álbum debut homónimo, convirtiéndose en uno de los temas referenciales de la banda.
La canción de Radiohead, "True Love Waits" también hace referencia a la canción "True Love Ways".
En 2007 Paul McCartney hizo una versión acústica de "I'm Gonna Love You Too", se editó en el DVD The McCarney's Years.

## Buddy Holly en la escena cinematográfica
En 1978 se produjo el filme The Buddy Holly Story, protagonizado por Gary Busey, Don Stroud y Charles Martin Smith. La película comienza desde que Holly era un estudiante de Lubbock hasta su trágica muerte. En esta película se pueden escuchar las canciones "Oh Boy!", "That'll Be The Day", "Peggy Sue" y "Not Fade Away".
Aun así, como producto cinematográfico, la película está realizada con la suficiente calidad para que en los Premios Óscar de 1979, recibiera tres nominaciones, por mejor actor, sonido y banda sonora, resultando vencedora en una de ellas, banda sonora, además de ganar un premio BAFTA y una nominación al Globo de Oro (en todos estos casos en la persona de Gary Busey).
Sin embargo, la polémica porque la película defiera con respecto a algunas cosas en la historia de Buddy Holly, sirvió para llevar a Paul McCartney, a producir el documental The Real Buddy Holly Story. Este documental habla de sus inicios, con respecto a la anterior película, este documental narra la historia épocas antes de sus comienzos, también tiene detalles de la vida privada de Holly. Tiene entrevistas con Paul McCartney y Tommy Allsup.
En la película de 1987 La Bamba que trata sobre la vida de Ritchie Valens, Holly es interpretado por Marshall Crenshaw.
En la película Pulp Fiction, en el bar orientado en los años 50 Jack Rabbit Slim's, el camarero que atiende a Vincent y Mia está disfrazado de Buddy Holly, interpretado por Steve Buscemi.

## Discografía
- The "Chirping" Crickets (1957)
- Buddy Holly (1958)
- That'll Be the Day (1958)